# ستيف ويلر
ستيف ويلر (مواليد 19 سبتمبر 1996)  هو رامي سهام هولندي يتنافس في سباقات القوس المنحني للرجال. عام 2017 ، فاز بالميدالية البرونزية في منافسات فردي الرجال في بطولة العالم للرماية 2017|بطولة العالم للرماية التي أقيمت في مكسيكو سيتي في المكسيك.  أما عام 2021 ، فقد فاز مع غابرييلا شلوسر بالميدالية الفضية في منافسات الفرق المختلطة في دورة الألعاب الأولمبية الصيفية 2020 التي أقيمت في طوكيو باليابان. 

## الإنجازات
عام 2018 ، فاز بالميدالية الذهبية في منافسات الفرق للرجال في بطولة العالم للرماية في الصالات الداخلية 2018 التي أقيمت في يانكتون في الولايات المتحدة. أما في بطولة 2018 الأوروبية للرماية في ليجنيكا ، بولندا ، فاز بالميدالية الذهبية في منافسات الفردي للقوس المنحني للرجال. 
مثّل هولندا في دورة الألعاب الأوروبية 2019 التي أقيمت في مينسك في بيلاروسيا، وفاز بالميدالية الفضية في منافسات القوس المنحني الفردي والفرق. 
في عام 2021 ، فاز بالميدالية الذهبية في منافسات فرق الرجال في بطولة أوروبا للرماية 2021 التي أقيمت في أنطاليا ، تركيا  وأيضًا بالميدالية الفضية في دورة الألعاب الأولمبية الصيفية 2020 في طوكيو باليابان في الفرق المختلطة.